# Állásszög

Az állásszög értelmezése. A fekete vonalak jelzik a közeg áramlásának irányát a szárnyprofil körül

Az állásszög vagy megfúvási szög ({\textstyle \alpha }) az aerodinamikában azt a szöget jelenti, amit egy áramlásba helyezett testen kijelölt referenciavonal és a körülötte áramló közeg e testhez viszonyított sebességének iránya bezár. Legelterjedtebben a repülésben alkalmazzák, ahol egy repülőgépszárny vagy szárnyprofil belépőélét és kilépőélét összekötő szakasz (húr) és a körülötte áramló levegő áramlási iránya által bezárt szöget jelent. Ez a szócikk az állásszög repülésben való alkalmazásáról szól.
Állásszöge van a vízszintes és függőleges vezérsíknak, a légcsavartollaknak, a gázturbina kompresszorlapátjainak, szárnyashajók hordfelületének, valamint a hajócsavartollaknak is. Légcsavarnál, hajócsavarnál és turbinák lapátjainál az állásszög a forgó és az előre haladó mozgás eredőjének a lapát/toll húrjával bezárt szöge. Ha az állásszög olyan nagyra nő, hogy az áramló levegő nem tudja örvénymentesen körüláramlani, akkor bekövetkezik az átesés.

## Meghatározása
Az egyik probléma a meghatározásban a szárny csavarodása, ami miatt a húr fogalma nem mindig egyértelműen meghatározható, mivel az a szárnytőtől való távolság függvényében különbözhet, ilyenkor a szárnytő húrja, vagy a gép hossztengelye lehet a viszonyítási vonal.
A másik probléma az áramlás irányának meghatározása, mivel az különbözik a belépőél előtt és a kilépőél mögött, mert a szárny lefelé téríti ki a körülötte áramló légtömeget. Ennek függvényében kétféle állásszöget különböztetünk meg:
- Geometriai állásszög az a szög, amelyet a szárny által még el nem térített levegő szárnyhoz képesti relatív sebességének iránya és a húr bezár.
- Effektív állásszög az a szög, amelyet a szárny által már eltérített levegő szárnyhoz képesti relatív sebességének iránya és a húr bezár.
- A geometriai és effektív állásszögek különbsége az Indukált állásszög.

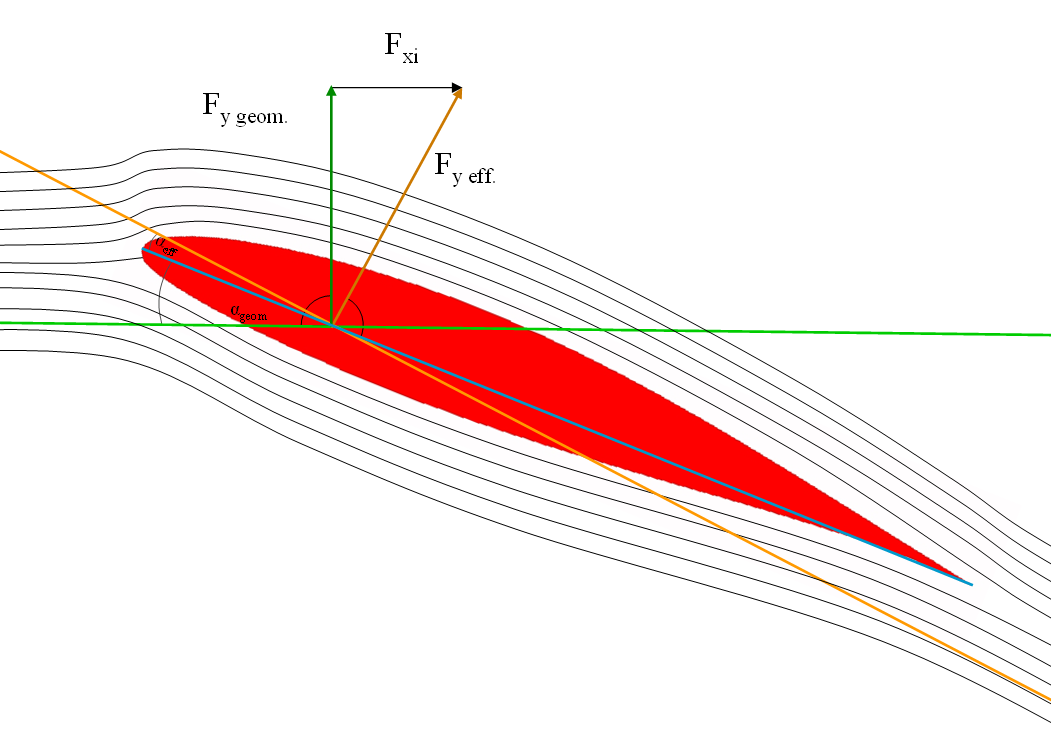
A húr (kék) és az el nem térített levegő iránya (zöld) által bezárt szög a geometriai állásszög, a húr és az eltérített levegő iránya (sárga) által bezárt szög az effektív állásszög. Az el nem térített és az eltérített áramlásra rendre merőlegesek az és felhajtóerők, melyeknek különbsége az indukált ellenállás.

Amikor általánosságban állásszögről beszélünk, általában a geometriai állásszöget értjük.
A szárnyon ébredő eredő erőnek az el nem térített áramlás irányára merőleges komponense és az eltérített áramlás irányára merőleges komponense közötti (vektoriális) különbség megadja az indukált ellenállást. Vagyis minél kisebb a különbség a geometriai és az effektív állásszög között, azaz minél kevésbé téríti el a szárny az őt körüláramló légtömeget, annál kisebb az indukált ellenállás. Az indukált ellenállás az alábbi képlettel írható le:
{\displaystyle F_{xi}=C_{xi}\,{\frac {\rho }{2}}\,v^{2}\,A=C_{xi}\,p_{d}\,A}
ahol:
- {\displaystyle C_{xi}} az indukáltellenállás-tényező,
- {\displaystyle \rho } a közeg sűrűsége,
- {\displaystyle v} a közeg sebessége,
- {\displaystyle A} a felület,
- {\displaystyle {\frac {\rho }{2}}\,v^{2}=p_{d}} a dinamikus nyomás.

Az indukáltellenállás-tényező az alábbi egyenlettel írható le:
{\displaystyle C_{xi}={\frac {C_{y}^{2}}{\pi \,\lambda }}k}
ahol:
- {\displaystyle C_{y}} a felhajtóerő-tényező,
- {\displaystyle \lambda ={\frac {b^{2}}{A}}={\frac {b}{h}}} az oldalviszony, ahol:
  - {\displaystyle b} a fesztáv,
  - {\displaystyle A} a szárnyfelület vízszintes vetülete,
  - {\displaystyle h} az átlagos húrhossz,
- {\displaystyle k} egy tényező, ellipszis alaprajzú szárnyaknál 1, nem ellipszis alaprajzú szárnyaknál 1-nél nagyobb.

## Kapcsolata a felhajtóerővel és a légellenállással

A Lilienthal-féle polárdiagram a különböző állásszöghöz tartozó tényezőt ábrázolja függvényében.

Szárnyprofil felhajtóerő- (piros) és légellenállás-tényezője (kék) az állásszög függvényében.

Egy szárnyon vagy szárnyprofilon ébredő felhajtóerő és légellenállás függ a felhajtóerő- és légellenállás-tényezőtől, melyeket a szárnyprofil alakja határoz meg. Ugyanazon szárnyprofil más-más állásszögnél eltérő nagyságú felhajtóerőt és légellenállást termel, vagyis ezen tényezőket meghatározza az állásszög. A szög növelésével a nyomáskülönbség a szárny nyomott és szívott oldala között egyre nagyobb lesz, a felhajtóerő egy bizonyos pontig nő, eléri a maximális értéket, majd újra csökken. Ezt ábrázolják az adott szárnyprofilhoz tartozó polárdiagramok is.
Szimmetrikus szárnyon nem ébred felhajtóerő 0° állásszögnél. Aszimmetrikus (ívelt) szárny még kis negatív állásszögnél is képes felhajtóerőt termelni. Egy szárny szokásos állásszöge 0-3° között van. A vezérsíkok állásszöge (ha külön magassági kormány is van) hasonló. Ha külön magassági kormány nincsen, hanem a vízszintes vezérsík a magassági kormány feladatát is ellátja, akkor az állásszög -15° – +35° között van, de lehet nagyobb is.
Állítható légcsavarnál a szokásos állásszög a tollak végén a levegőhöz képest 5-15° között van, a repülőgép kereszttengelyével típustól függően 5°–20°-ot zár be. Ugyanez teljes sebességnél a tollak végén a legnagyobb sebesség környékén 20°-65° között lehet. Légcsavarnál a kereszttengellyel bezárt szög a tengelytől távolodva csökken, mert az adott pont kerületi sebessége kifelé növekszik, az előrehaladás viszont egyforma. Ezzel az elcsavarással lehet biztosítani, hogy a légcsavar tollainak állásszöge minden pontban közel azonos legyen. (Az első érték kis sebességű repülőgépnél alkalmazott szög, a 65° a második világháborús P–51 Mustang légcsavartoll-végeinek a legnagyobb beállítási szöge.)

## Kapcsolata a sebességgel
Motor nélküli repülésnél a helyzeti energia alakul át mozgási energiává (vagyis a magasság sebességgé). A sebesség itt csak a szárny állásszögének változtatásával szabályozható, ellentétben a motoros repüléssel, ahol a motor teljesítményével és a légcsavartollak állásszögével is. Nagyobb állásszöghöz kisebb sebesség tartozik, és fordítva, az állásszög csökkentésével a repülőgép gyorsul. Adott állásszöghöz tartozó sebesség megállapításához ismernünk kell többek között a gép aktuális tömegét – tehát ugyanaz a repülőgép különböző tömegű pilótákkal ugyanakkora állásszöggel más sebességgel repül ( ami szokatlan lehet azon kisgépes pilóták számára, akik először repülnek oktató nélkül), valamint a terhelési többest és a gép súlypontját. Egy adott állásszög felvétele után szükség van rövid időre ahhoz, hogy a gép felvegye a hozzá tartozó sebességet. Ennek figyelmen kívül hagyása túlkorrigáláshoz, a sebességtartás hiányához vezet.

### Átesés
Az átesés akkor következik be, ha az állásszög elér egy olyan kritikus értéket, hogy az áramlás már nem tudja laminárisan körüláramlani a szárnyat, hanem turbulenssé válik és leválik a szárnyról. Ez megtörténhet túl nagy állásszögnél (a legtöbb szárnyprofilnál ez 15°–20°), ilyenkor az áramlás a szárny szívott oldaláról válik le, valamint túl kicsi (negatív) állásszögnél, ilyenkor pedig a nyomott oldalról. Vagyis az átesés nem a sebességtől, hanem az állásszögtől függ. Azt a két állásszöget, ahol ez bekövetkezik, kritikus állásszögeknek ({\textstyle \alpha _{kritikus}}) nevezzük. Az átesési sebesség megállapításához ugyanazokra az adatokra van szükség, mint egy adott állásszöghöz tartozó sebesség megállapításához (lásd feljebb).
Egy előre- vagy hátranyilazott szárnyú repülőgépnek az állásszög-tartománya (azaz a két kritikus állásszög közötti távolsága) nagyobb. A szárny hosszanti elcsavarásával is bővíthető ez a tartomány, mert ha a szárny egyik része már átlépte a kritikus állásszöget, az elcsavarás miatt a másik része még képes felhajtóerőt termelni.

## Alkalmazása a kormányoknál
A repülőgépeken található legtöbb kormányszerv a hozzá tartozó kormányfelületek, vezérsíkok állásszöget változtatja, így éri el a kellő erőeloszlás-változást a mozgásirány, sebesség, stb. megváltoztatásához.
A magassági kormány például a kereszttengely körül forgatja el a gépet a vízszintes vezérsík kilépőélének emelésével vagy süllyesztésével (néha az egész vezérsík forgatásával) megváltoztatja a vezérsík húrját, így az állásszögét is, ami miatt annak felhajtóerő-tényezője is megváltozik (a légellenállás-tényező megváltozása számunkra figyelmen kívül hagyható). Ez a rajta ébredő felhajtóerő nagyságának megváltozásával, és ezáltal a gép hosszanti stabilitásának (a rajta ébredő erők hosszanti eloszlásának) változásával jár, ami miatt a gép kereszttengelye mentén elfordul (bólintó mozgást végez). Emiatt viszont a szárnyak állásszöge, felhajtóerő-tényezője, és (ha van a gépnek sebessége, akkor) a rajta ébredő felhajtóerő is megváltozik, amely a teljes repülőgép emelkedéséhez vagy süllyedéséhez vezet.
A vízszintes vezérsík akkor is termel felhajtóerőt, ha a magassági kormány semleges helyzetben van, hogy a repülőgép kereszttengelyére a szárny és a gép tömege által ható forgatónyomatékokat kiegyenlítse.
Az oldalkormány a függőleges tengely körül forgatja el a gépet a függőleges vezérsík állásszögének változtatásával. Működésének elve megegyezik a magassági kormányéval, viszont a függőleges vezérsík 0°-os állásszögnél nem termel az áramlás irányára merőleges "oldalirányú felhajtóerőt".
A csűrőkormány a gép hossztengely körüli forgatását teszi lehetővé. Ennek a kormánynak a kormányfelülete, a csűrőlap, a szárnyak kilépőélén, a szárnyak vége felé helyezkedik el, hogy minél nagyobb erőkaron fejtsen ki forgatónyomatékot a gépre. A két kormányfelület ellentétesen tér ki, így az egyik szárnyon csökken, a másikon nő a felhajtóerő.
Az ívelőlap és a fékszárny a szárny íveltségét, az azon ébredő felhajtóerőt és légellenállást hivatott megváltoztatni. A szárnytőnél helyezkedik el (mindkét oldalon).
A féklap nem változtatja meg a szárny állásszögét, csak a felhajtóerő- és légellenállás tényezőjét.
Hasonlóan a szárnyhoz, egy kormányfelület is át tud esni. Ha például a szárny nagy állásszöggel repül, és hirtelen kitérítjük a csűrőt, a kitérítéssel ellenkező oldalon lévő csűrőlap állásszöge annyira megnő, hogy átesik, emiatt viszont az ezoldali szárny kevesebb felhajtóerőt termel és a gép a kitérítéssel ellenkező irányba dől be.